# Don Quijote Co.

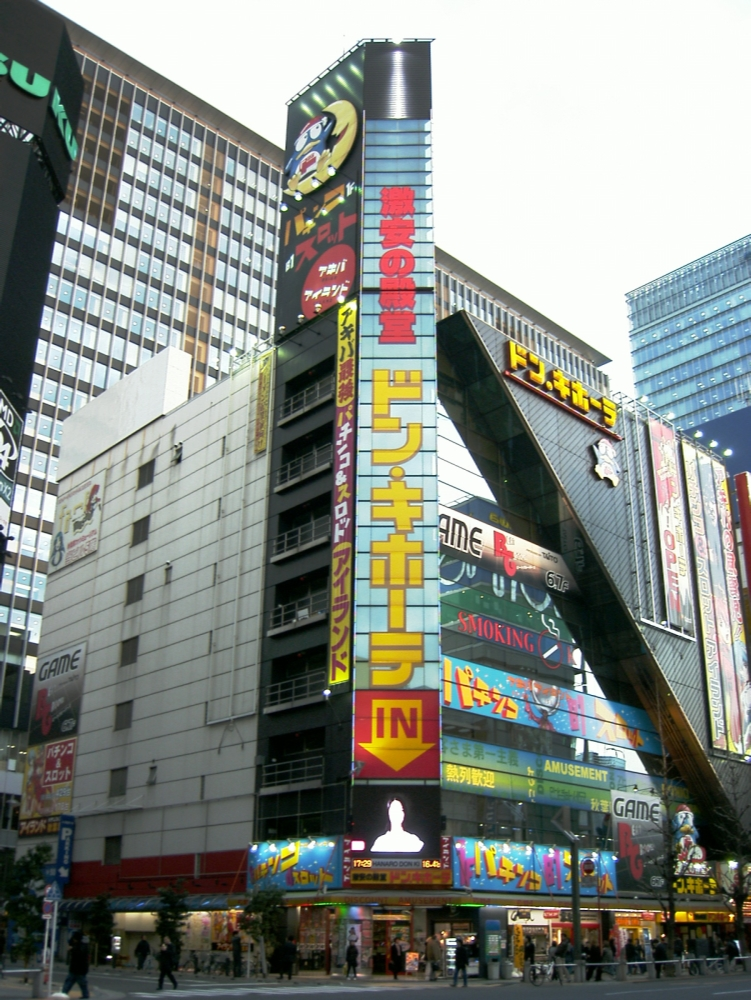
Don Quijote en Akihabara.

Don Quijote (ドン キホーテ?), también conocida como Donki (ドンキ?) es una cadena de tiendas de descuentos. En 2021, tiene más de 160 puntos de venta en todo Japón, así como  13 tiendas en Singapur, 8 en Hong Kong, 3 en Hawaii y Malasia, 5 en Bangkok, 2 en Taiwán y 1 tienda en Macao. En su catálogo maneja una gran variedad de productos, desde comida y calcetines hasta artículos de lujo como billeteras Louis Vuitton, pasando por electrónicos, disfraces, juguetes, ropa, muebles, bicicletas, etc.

## Historia

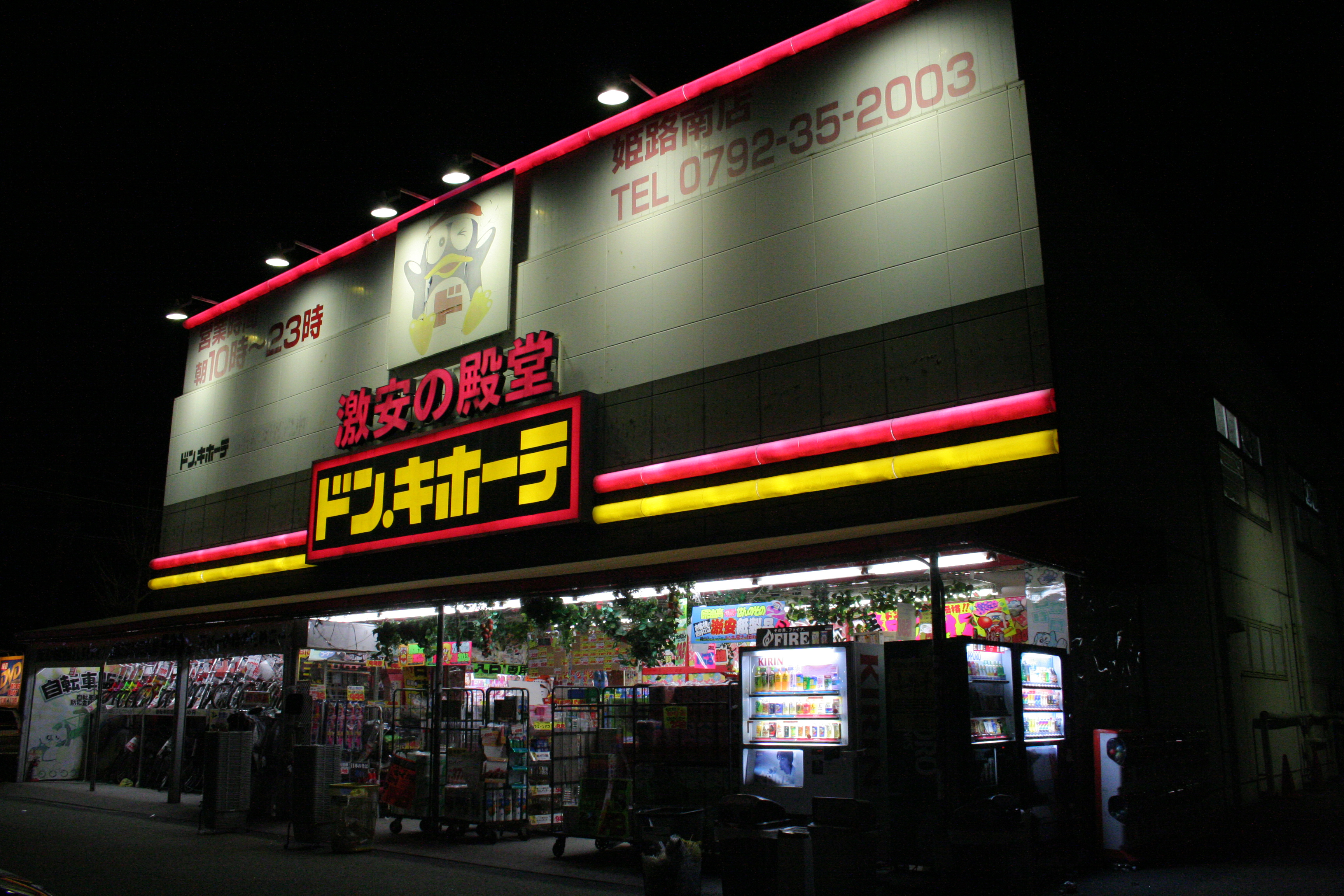
Tienda al sur de Himeji.

Don Quijote abrió su primera tienda en Suginami, Tokio en septiembre de 1980 bajo el nombre Just Co. Originalmente una tienda minorista, pronto cambió a la venta al por mayor en 1982.
La empresa abrió su primera tienda con el nombre de "Don Quijote" en Fuchū, Tokio, en marzo de 1989. Con el cambio de nombre, la tienda también cambió de mayorista a ventas al por menor. No fue hasta 1995, seis años después, que Just Co. cambió de nombre a Don Quijote Co., Ltd. En junio de 1998 la empresa entró en la Bolsa de Valores de Tokio.
Como una de las pocas tiendas de descuento en Japón, el colapso de la economía japonesa no tuvo efectos desastrosos para la empresa. Al contrario, la súbita incertidumbre en la economía provocó que el público japonés incrementara sus compras en las tiendas de la compañía a inicios de los años 1990s.

## Controversia

### Incendio provocado
En diciembre de 2004, cuatro tiendas en la región de Kantō fueron dañadas o destruidas por ataques de incendios provocados. Tres empleados de la tienda, Morio Oshima, 39, Mai Koishi, 20, y Maiko Sekiguchi, 19, fallecieron en el primer incendio. En 2007, Noriko Watanabe, 49, fue encontrada culpable de iniciar los incendios y fue sentenciada a cadena perpetua. Don Quijote recibió críticas severas en ese entonces por el diseño inadecuado del interior de las tiendas que hace difícil encontrar la salida.

### Montaña rusa

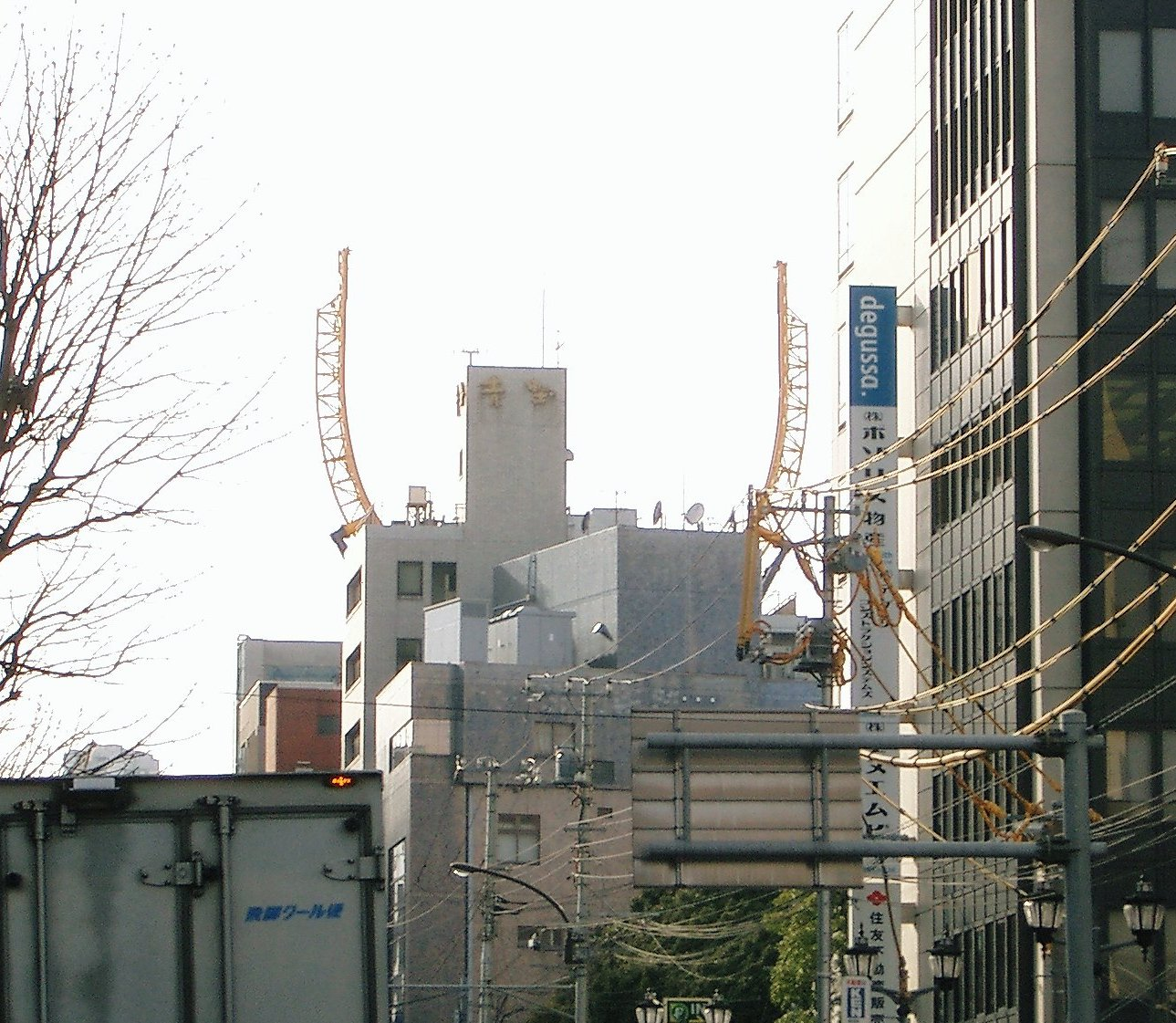
Montaña rusa en Roppongi, Tokio.

En 2005, Don Quijote comenzó la construcción de una montaña rusa en el techo de su tienda de ocho pisos en Roppongi, Tokio. Roppongi es un área densamente poblada en el centro de Tokio, y muchos residentes y negocios se mostraron molestos por la idea de tener una montaña rusa en el vecindario, que podría producir ruido y atraer multitudes al área. El proyecto fue terminado en 2006, pero debido a la presión de los grupos implicados, nunca se puso en funcionamiento. La estructura gigante de acero continúa a la fecha en el techo de la tienda. Don Quijote no ha anunciado qué planes tiene para ella.

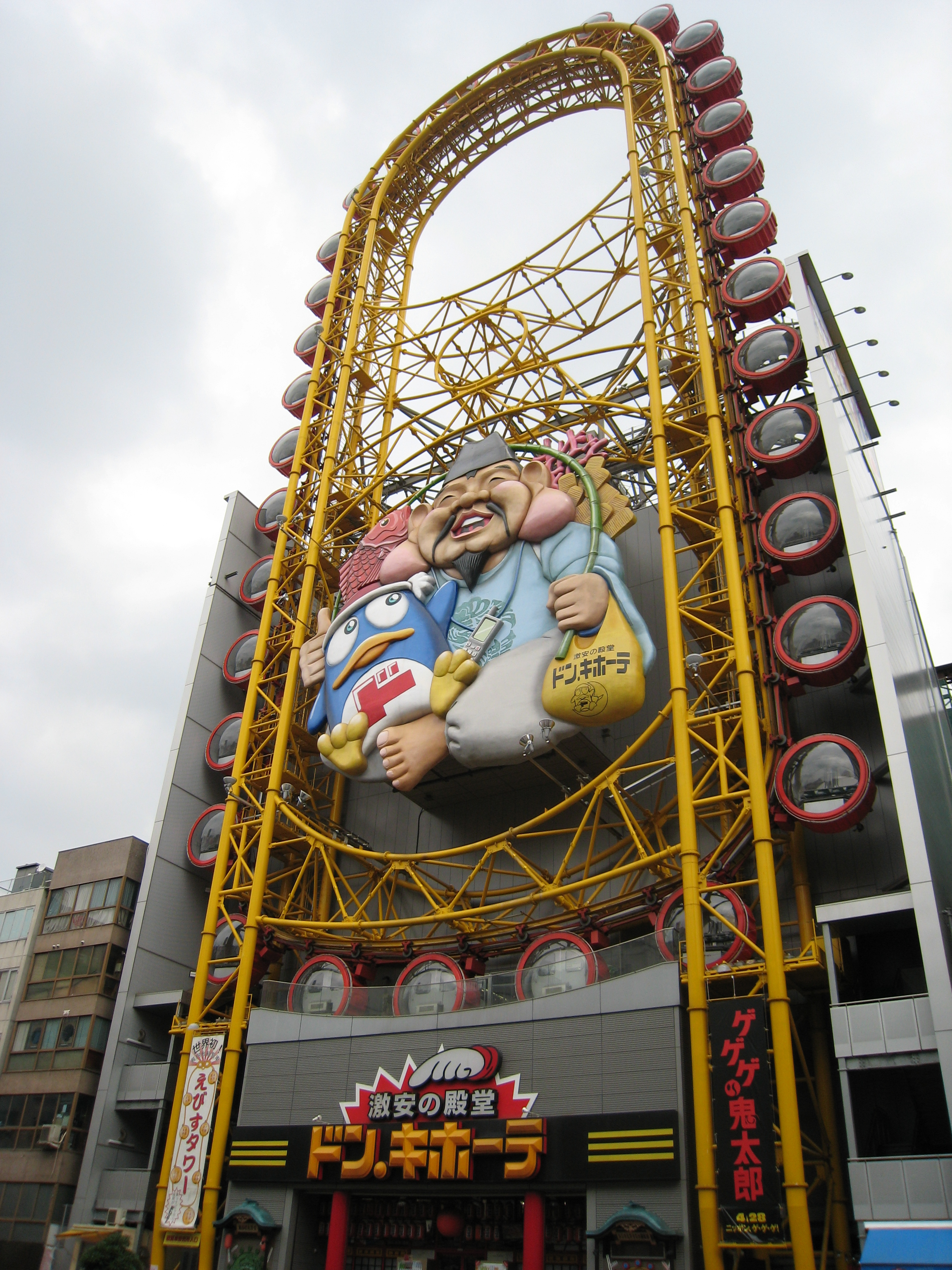
Torre Ebisu
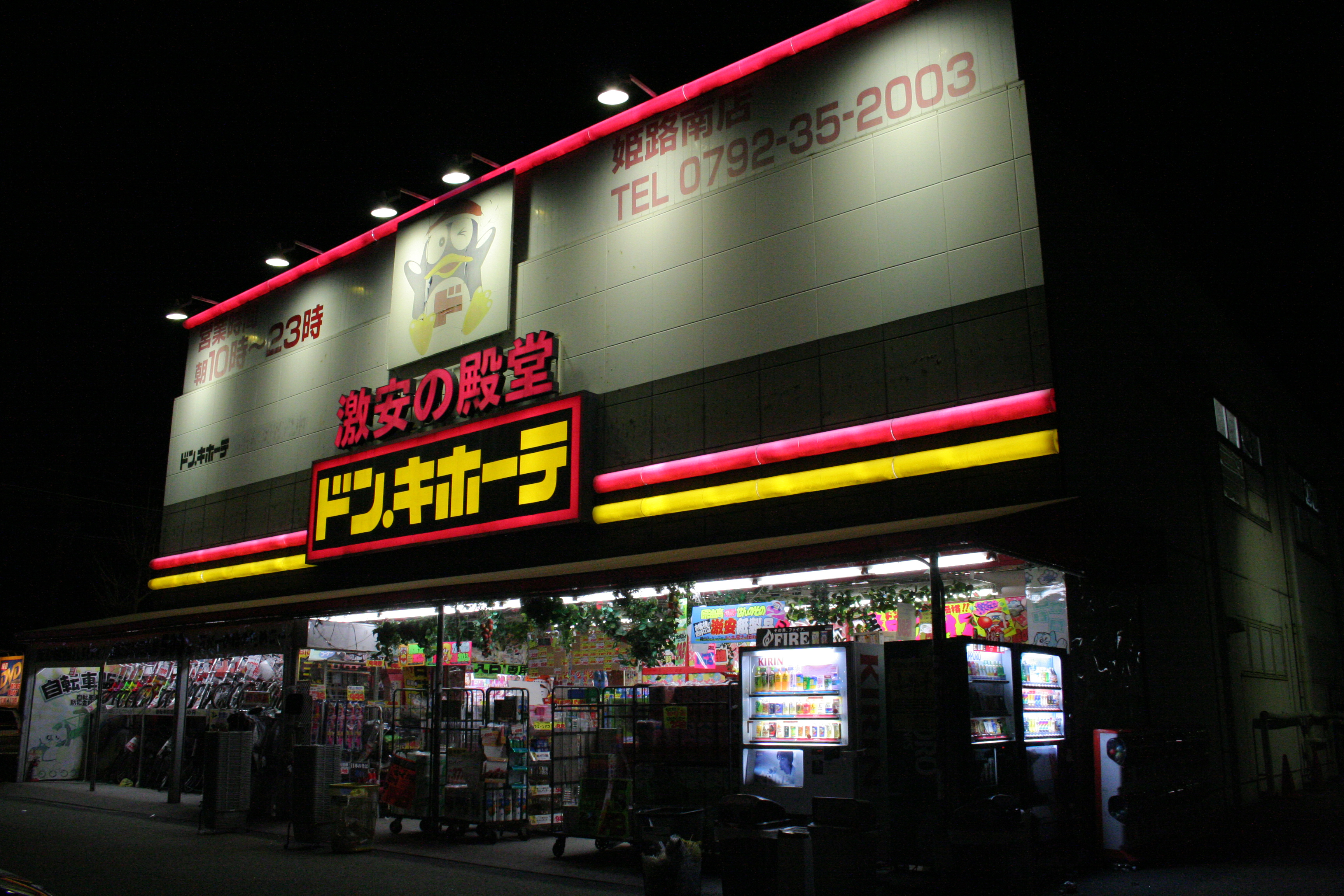
Tienda al sur de Himeji.
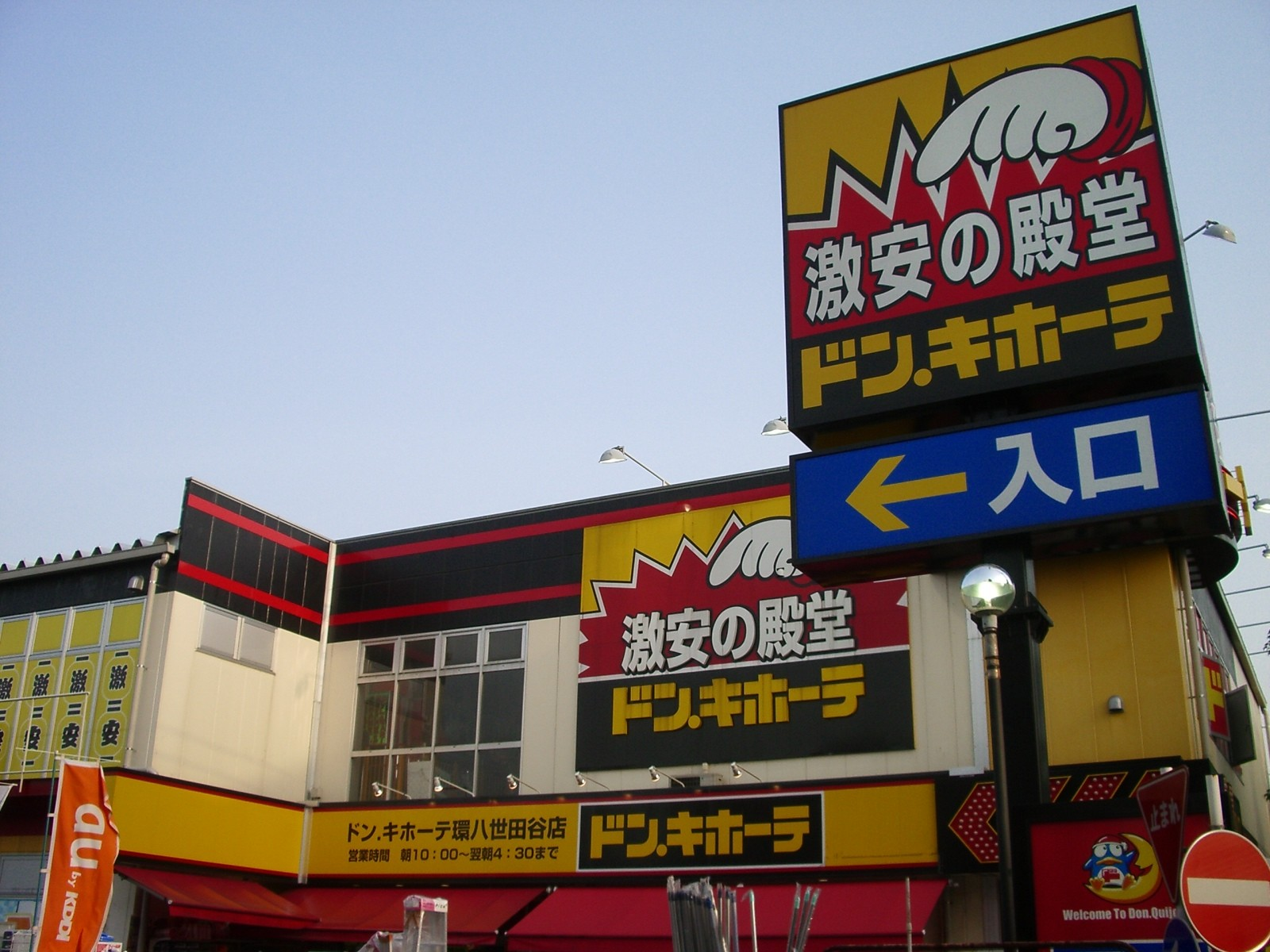
Don Quijote en Kanpachi Setagaya.